# Canchón (Huaraz)
Canchón es una montaña de granito en los Andes peruanos, con una altitud oficial de 4137 metros sobre el nivel del mar. Se ubica entre los distritos de Pampas Grande y Huanchay, provincia de Huaraz, región de Ancash, en el sector orográfico llamado Cordillera Negra . 